# Grand Hotel Chiambretti
Grand Hotel Chiambretti - Gente che va gente che viene è stato un programma televisivo italiano andato in onda in seconda serata su Canale 5 con la conduzione di Piero Chiambretti. La prima edizione è stata trasmessa dal 20 febbraio all' 8 giugno 2015 per sedici puntate, mentre la seconda è partita il 15 marzo 2016 con il titolo Grand Hotel Chiambretti - Gente che va gente che viene dall'Isola come spin-off e programma legato a L'isola dei famosi.

## Il programma
Si trattava di un talk show dall'atmosfera rétro, crocevia di incontri e di personaggi che - davanti al proprietario dell'albergo televisivo (Piero Chiambretti) - spiattellavano curiosità, sogni e passioni, domande di vita. Ovviamente con uno sguardo all'attualità ed al costume.
Come ogni hotel che si rispetti, i clienti erano accolti dal portiere di giorno (Alessandro Di Sarno) e dal portiere di notte (Ivan Rota). Il cliente fisso era Gianluca Nicoletti, presente all'interno dell'ascensore controllata dallo steward Charlie e che spesso e volentieri ospitava diversi personaggi e siparietti hot di Raffaella Fico.
Nella hall gli ospiti potevano godere della musica suonata al pianoforte dal maestro Andrea Bacchetti (talvolta sostituito oppure coadiuvato dal pianista di riserva, interpretato da Alessandro Di Sarno) e della voce di Vhelade, accompagnata dalla band SuperCover.
Il direttore del Grand Hotel Chiambretti (Cristiano Malgioglio) aveva il compito di gestire il personale che comprendeva, nella seconda edizione era opinionista travestito da sirena, tra gli altri, le showgirl Carla Estarque e Danah Jane Matthews, che allietavano il pubblico con diverse coreografie e balletti.
Gli ospiti ricorrenti erano Lory Del Santo, Francesca Cipriani, Lisa Fusco, Immanuel Casto, Fabiana Giacomotti (giornalista per Il Foglio), Debora Manoni (psicologa), Sirio (astrologa), Barbara Francesca Ovieni (modella e conduttrice TV), Oscar Trotti (modello), Michael Larosa (logopedista), Lorenzo Piredda (cantante), il cromatologo Ubaldo Lanzo e Lorenzo Riva.
Nella seconda edizione gli ospiti ricorrenti erano Lory Del Santo, Francesca Cipriani, Vladimir Luxuria (Luxuria Demon), Raffaella Fico (meteorina), Cristina Buccino (modella), Ubaldo Lanzo (cromatologo), Divino Otelma, Maddy Veggente (indovina), Marianne Mirage, Ilaria Molinari (apneista e "sirena"), Stefania Seimur (modella e "dea bendata").

## Edizioni
| Edizioni | Periodo          | Periodo        | Puntate | Sede                                                           |
| Edizioni | Inizio           | Fine           | Puntate | Sede                                                           |
| -------- | ---------------- | -------------- | ------- | -------------------------------------------------------------- |
| 1ª       | 20 febbraio 2015 | 8 giugno 2015  | 16      | Studio 11 del Centro di produzione Mediaset di Cologno Monzese |
| 2ª       | 15 marzo 2016    | 10 maggio 2016 | 9       | Studio 20 del Centro di produzione Mediaset di Cologno Monzese |

## Audience
| Edizione | Rete televisiva | Anno | Stagione          | Programmazione | Programmazione | Programmazione | Programmazione | Programmazione | Programmazione | Programmazione | Collocazione   | Telespettatori | Share     | Premiere       | Premiere | Finale         | Finale |
| Edizione | Rete televisiva | Anno | Stagione          | L              | M              | M              | G              | V              | S              | D              | Collocazione   | Telespettatori | Share     | Telespettatori | Share    | Telespettatori | Share  |
| -------- | --------------- | ---- | ----------------- | -------------- | -------------- | -------------- | -------------- | -------------- | -------------- | -------------- | -------------- | -------------- | --------- | -------------- | -------- | -------------- | ------ |
| 1ª       | Canale 5        | 2015 | inverno-primavera |                |                |                |                |                |                |                | Seconda serata | 921 000        | 9,58%     | 882 000        | 10,19%   | 1 046 000      | 9,70%  |
| 2ª       | Canale 5        | 2016 | inverno-primavera |                |                |                |                | 894 000        | 9,26%          | 929 000        | Seconda serata | 8,55%          | 1 159 000 | 11,54%         |          |                |        |

## Anteprima
La prima edizione del programma è stata preceduta ogni venerdì dalla rubrica "Sempre più Chiambretti" all'interno del programma di Rtl 102.5 "Onorevole Dj" condotto da Pierluigi Diaco, Federica Gentile e Piero Chiambretti in onda dalle 20.00 alle 21.00 dall'8 marzo all'8 maggio 2015.

## Puntate

### Prima edizione (2015)
| Puntata | Messa in onda    | Ospiti | Telespettatori | Share   | Fonte |
| ------- | ---------------- | --- | -------------- | ------- | ----- |
| 1       | 20 febbraio 2015 | Mauro Icardi e la moglie Wanda Nara, Christian De Sica, Massimo Ferrero, Elettra Lamborghini (ereditiera) | 882 000        | 10,19%  | [ 1 ] |
| 2       | 27 febbraio 2015 | Giorgio Chiellini, Mara Venier e Nicola Carraro, Sandra Monteleoni (ex moglie di Luca Cordero di Montezemolo), Nykhor Paul (modella) | 700 000        | 7,31%   | [ 2 ] |
| 3       | 6 marzo 2015     | Fanny Neguesha (modella), Chiara Baschetti, Antonio Conte, Dolcenera, Ilona Staller, Alessandra Appiano, DER Sabina (artista contemporanea) | 710 000        | 6,70%   |       |
| 4       | 13 marzo 2015    | Charlotte Caniggia e Mariana Nannis (figlia e moglie di Claudio Caniggia), Amanda Lear, Andreea Stancu (modella), Andrea Preti (modello), Viola Di Grado, Céphas Bansah                                                                                     | 780 000        | 9,04%   |       |
| 5       | 20 marzo 2015    | Anna Safroncik, Charlotte Caniggia, Massimo Ferrero, Rossy de Palma, Keyla Guilarte (modella) | 708 000        | 11,18%  | [ 3 ] |
| 6       | 27 marzo 2015    | Roberto Farnesi, Euridice Axen, Anna Tatangelo, Alfonso Signorini, Carlo Rossella, Cristina Buccino con le sorelle Maria Teresa Buccino e Donatella Buccino, Antonio Razzi                                                                                  | 1 142 000      | 11,69%  | [ 4 ] |
| 7       | 3 aprile 2015    | Donatella con i genitori Matteo Provvedi, Monica Provvedi, Marco Cucolo (compagno di Lory Del Santo), Silvana Giacobini,, Aldo Piazza, Donatella Rettore, Anna Tatangelo                                                                                    | 1 015 000      | 10,43%  | [ 5 ] |
| 8       | 10 aprile 2015   | Giorgia Würth, Barbara Bouchet, Piera Detassis, Davide Zamboni (culturista), Andrea Montovoli, Massimo Ferrero, Vittoria Schisano | 1 027 000      | 11,30%  |       |
| 9       | 17 aprile 2015   | Luca Capuano, Sara Zanier, Valerio Scanu, Wanda Fisher, Flavia Vento, Natalia Bush, Guendalina Canessa, Enrico Lucherini, Massimo Ferrero e la figlia Vanessa Ferrero                                                                                       | 815 000        | 8,86%   |       |
| 10      | 24 aprile 2015   | Rocco Siffredi, Max Felicitas (blogger), Massimo Boldi, Serena Grandi, Carmen Llera | 1 091 000      | 10,02%, |       |
| 11      | 1º maggio 2015   | Iva Zanicchi, Efe Bal (transessuale), Edoardo Sylos Labini, Naike Rivelli con il figlio Akash Cetorelli, Siria De Fazio (concorrente del Grande Fratello 9)                                                                                                 | 1 142 000      | 9,35%   |       |
| 12      | 8 maggio 2015    | Rita Pavone, Maria Grazia Cucinotta, Costantino Vitagliano, Giancarlo Dotto, Arrigo Sacchi, Elenoire Casalegno, Mikaela Calcagno | 932 000        | 10,47%  |       |
| 13      | 15 maggio 2015   | Corinne Cléry, Davide Oldani, Dalila Di Lazzaro, Marco Cubeddu, Gary Dourdan, Orietta Berti | 857 000        | 8,00%   |       |
| 14      | 22 maggio 2015   | Pippo Baudo, Margareth Madè, Raffaella Fico | 1 036 000      | 10,76%  |       |
| 15      | 29 maggio 2015   | Michelle Hunziker, Gloria Guida, Sandra Milo, Vittorio Feltri, Lina Sotis, Silvana Giacobini | 854 000        | 8,26%   |       |
| 16      | 8 giugno 2015    | Barbara d'Urso, Carlo Freccero, Marcella Bella, Guillame Delaunay (attore in Il racconto dei racconti di Matteo Garrone), Guenda Goria (figlia di Amedeo Goria e di Maria Teresa Ruta), Aldo Piazza, Adua Del Vesco, Bill Goodson, Stefano e Stefania Okaka | 1 046 000      | 9,70%   |       |
| Media   | Media            | Media | 921 000        | 9,58%   |       |

### Seconda edizione (2016)
| Puntata | Messa in onda  | Ospiti | Telespettatori | Share  | Fonte  |
| ------- | -------------- | --- | -------------- | ------ | ------ |
| 1       | 15 marzo 2016  | Rocco Siffredi (decima edizione), Idris (terza), Loredana Lecciso (settima), Rosanna Cancellieri (seconda), Giovanni Allevi, Vittorio Feltri, Romina Falconi, Palla e Chiatta (modelle curvy), Angelo Guglielmi | 929 000        | 8,55%  | [ 6 ]  |
| 2       | 24 marzo 2016  | Claudia Galanti (eliminata 2ª puntata e settima edizione), Matteo Cambi (ritirato 2ª puntata), Valeria Marini (sesta e nona), Gianna Orrù (ottava), Carmen Di Pietro (seconda), Debora Salvalaggio (quinta), Antonio Zequila (terza), Solange | 832 000        | 11,18% | [ 7 ]  |
| 3       | 29 marzo 2016  | Enzo Salvi (eliminato 3ª puntata), Rossano Rubicondi (sesta), Lory del Santo (terza), Alessandro Cecchi Paone (quinta e nona), Alfonso Signorini, Cecilia Capriotti, Silvana Giacobini, Fabiana Giacomotti (giornalista e scrittrice), Maddalena Anselmi (astrologa) | 948 000        | 9,03%  | [ 8 ]  |
| 4       | 5 aprile 2016  | Fiordaliso e Patricia Contreras (eliminate 4ª puntata), Cecilia Rodriguez (decima), Vladimir Luxuria (sesta), Flavia Vento (sesta e nona), Sandra Milo (settima), Bosco Cobos Vida (personaggio e conduttore tv spagnolo), don Antonio Mazzi, Piergiorgio Odifreddi | 842 000        | 9,01%  | [ 9 ]  |
| 5       | 12 aprile 2016 | Aristide Malnati (ritirato 5ª puntata), Raffaella Fico (ottava), Andrea Montovoli (decima), Maria Teresa Ruta (prima), Itala Brillanti (cartomante), Mara Venier, Éva Henger | 951 000        | 9,00%  | [ 10 ] |
| 6       | 19 aprile 2016 | Simona Ventura (eliminata 6ª puntata), Patrizia (sesta) e Giada De Blanck (prima), Sergio Múñiz (seconda), Amii Stewart e il cast del musical Dreamsister's, Barbara Alberti, Alice Sabatini | 911 000        | 11,42% | [ 12 ] |
| 7       | 26 aprile 2016 | Simona Ventura (eliminata 6ª puntata), Andrea Preti (eliminato 7ª puntata), Patricia Contreras (eliminata 4ª puntata), Maria Giovanna Elmi (terza), Sandy Marton (terza), Giorgia Palmas (ottava), Stefano Orfei (eliminato 7ª puntata) e Brigitta Boccoli, Giacomo Urtis (dermatologo), Andreas Aceranti (criminologo), | 647 000        | 6,18%  | [ 13 ] |
| 8       | 3 maggio 2016  | Gianluca Mech (eliminato 8ª puntata), Patricia Contreras (eliminata 4ª puntata), Fernanda Lessa (quarta), Carmen Russo (prima e nona), Enzo Paolo Turchi (terza e nona), Alessia Marcuzzi, Mara Venier, Gianluca Lo Vetro (giornalista di costume) | 828 000        | 7,45%  | [ 14 ] |
| 9       | 10 maggio 2016 | Paola Caruso (quarta classificata), Mercédesz Henger (terza classificata), Gracia De Torres (quinta classificata), Jonás Berami (secondo classificato), Giacobbe Fragomeni (vincitore), Alessia Reato, Marco Carta, Cristian Galella (ex tronista di Uomini e Donne), Gianluca Mech, Stefano Orfei (figlio di Moira Orfei), Andrea Preti (modello), Aristide Malnati (egittologo), Patricia Contreras (modella e pittrice), Fiordaliso, Enzo Salvi, Claudia Galanti, Alvin, Patrizio Oliva (decima), Antonino Di Pietro (dermatologo plastico), Massimo Boldi, Francesca Manzini (imitatrice), DJ Aniceto (disc jockey) | 1 159 000      | 11,54% | [ 15 ] |
| Media   | Media          | Media | 894 000        | 9,26%  |        |